# Sery (Yonne)
Sery ist eine französische Gemeinde mit 76 Einwohnern (Stand 1. Januar 2022) in der Region Bourgogne-Franche-Comté (vor 2016 Bourgogne) im Département Yonne. Sie ist dem Kanton Joux-la-Ville und dem Arrondissement Auxerre zugeteilt. 

## Geographie
Sery liegt 27 Kilometer südsüdöstlich von Auxerre am Canal du Nivernais. Die Yonne begrenzt die Gemeinde im Westen. Umgeben wird Sery von den Nachbargemeinden Prégilbert im Norden, Bessy-sur-Cure im Osten, Mailly-la-Ville im Süden sowie Trucy-sur-Yonne im Westen.

## Bevölkerungsentwicklung
| Einwohner                  | 68 | 81 | 99 | 85 | 68 | 88 | 107 | 84 |
| Quellen: Cassini und INSEE |    |    |    |    |    |    |     |    |

## Sehenswürdigkeiten
- Kirche Saint-Gras